# Kjell Karlsen
Kjell Oddvar Karlsen (Sarpsborg, Noruega; 29 de julio de 1931-5 de mayo de 2020) fue un director de orquesta, compositor, arreglista, pianista de jazz y organista, y un Nestor de la música noruega y del mundo del espectáciulo, con una carrera que abarca más de 60 años. Es el padre del cantante Webe Karlsen.

## Carrera
Inspirado por los conjuntos de jazz Nat King Cole del tiempo de la Segunda Guerra Mundial, comenzó su propia orquesta a los 16 años en 1947, La banda de los "Sincopadores", en Sarpsborg, y pronto se convirtió en una figura central en el jazz local. En el período de 1953–59, tuvo una serie de bandas con músicos locales, muchos para ser influyentes en el noruego y otros en escenas de jazz del mundo, como la cantante de jazz Karin Krog (1955–56), los saxofonistas Totti Bergh (1955–59), Bjørn Johansen (1956–58) y Harald Bergersen (1959), y el batería Ole Jacob Hansen (1959), de los cuales la mayoría tendrían papeles importantes en la renombrada Kjell Karlsens Big Band la cual empezó junto al saxofonista Mikkel Flagstad (1959–64). Además de ellos, la K.K.B.B. incluyó a músicos como el trombonista Frode Thingnæs, el bajista Erik Amundsen y los cantantes Grynet Molvig, Laila Dalseth,  Odd Børre y Kirsti Sparboe, entre otros. Karllsen también trabajó como pianista y fue un acompañante para un número de solistas de jazz internacionales noruegos. Asistió al primer Festival de Jazz Internacional el 1961 en Molde.
Cuando la K.K.B.B. tuvo que cerrar en 1964, se adentró más en música popular, aun cuando unió grandes bandas en ocasiones, y fue el director de orquesta para la grabación de Jazzway to Norway (1984), según lo indicado por NOPA para la presentación de la New Norwegian Big Band Compositions. También empezó la Orquesta Kjell Karlsens y por la gran demanda comenzó otra banda adicional (Bent Sølves) en 1967. Karlsen estaba contratado en la Corporación de Radiodifusión Noruega y dirigió un programa llamado Swingtime. K.K.O. era una orquesta menor y fue la orquesta regular en la final de la Melodi Grand Prix noruega como Kom sol, kom regn (1962) y Lena (1969), y ha escrito música para tres largometrajes: Sønner av Norge kjøper bil (1962), Freske fraspark (1963) y Marenco (1964).
Karlsen fundó el sello discográfico de Viking Music en 1962, y entre las bandas y artistas de este, se encuentran The Beatniks, Rannie Rommen, Lorne Lesley y Jack Dailey. La K.K.B.B. y Finn Eriksen también hicieron grabaciones para la discográfica. Karlsen fue el iniciador y abrió la serie de conciertos Jazzakademiet en la Sala de conciertos de Oslo en 1997. Él y una nueva generación de músicos noruegos (entre ellos, Even Kruse Skatrud), reunieron una nueva edición de la Kjell Karlsen Big Band e hicieron los arreglos más renombrados para Edvard Grieg in jazz mood para el 10.º aniversario del Jazzakademiet en 2007, grabado en 2008.
En el verano de 2011, Karlsen cumplió 80 años y se celebró con una gala de aniversario en la Sala de conciertos de Oslo donde un gran número de amigos y compañeros artistas se alinearon con una Big Band y un coro para un evento musical consituyendo una fiesta fuera de lo normal.

## Premios
- Gammleng Award 1995 en la clase Veteranos.

## Filmografía (como compositor)
- 1962: Sønner av Norge kjøper bil
- 1963: Freske fraspark
- 1964: Marenco
- 1974: Ante (serie de TV)